# الصناعة التقليدية السعودية
الصناعة التقليدية السعودية، ويقصد بها كل صناعة حرفية يدوية بسيطة والتي تنتج كل ما يحتاج إليه الناس في حياتهم اليومية كالصياغة و الحدادة و النجارة و المصنوعات الفخارية. وتعرف اليونيسكو الحرف اليدوية ضمن إطار اتفاقية صون التراث الثقافي غير المادي 2003 بأنها:" أنشطة إنتاجية يدوية تقليدية تعتمد على المهارات والخبرات المتوارثة، وتُستخدم في إنتاج سلع تُعبّر عن الهوية الثقافية والاجتماعية لمجتمعٍ ما".

## الحياكة (السدو)
ويستخدم فيها الصوف بجميع أنواعه وتنتج: الأروقة, و البسط, و الخيام فأهم ما يهتم به البدوي الرحال هو الماشية إذ هي مصدر سعادته ورفاهيته فألبانها ولحومها غذاء و أوبارها وأصوافها رداء, وأشعارها وجلودها بيوت تكاد تكون خفيفة حتى يستطيع حملها في حله وترحاله؛ لذا فإن معظم العائلات البدوية تقوم بغزل شعر الماعز والصوف الخشن لنسج بيت الشعر الذي تعيش فيه العائلة , ويؤدي سمك هذا النسيج إلى توفير الحماية من شدة الحر. وتعد حياكة السدو من أبرز الحرف التي اشتهرت بها السعودية وقد سُجل في القائمة التمثيلية للتراث غير المادي في اليونيسكو عام 2020، كذلك حرفة حياكة وزري البشوت، وحياكة العقال، والسجاد، والحصر والمداد، وأقمشة الملابس التراثية وغيرها، وقد برعت النساء في هذه الحرفة نظراً لارتباطها بالدقة المتناهية، وعمل الأشكال الجمالية التي تعبر عن ذائقة النساء السعوديات.

## القط العسيري
حرفة تقليدية تقوم بها النساء في منطقة عسير عبارة عن تزيين جدران المنزل من الداخل بواسطة الرسم على الجدران أنماط هندسية مميزة وتلوينها بألوان مختلفة. وقد أدرجت ضمن القائمة التمثيلية للتراث الثقافي غير المادي عام 2017.

## المشغولات المطرزة
التطريز هو فن زخرفة وتزيين الأقمشة والجلود، باستخدام الخيوط والخرز، ومن أهم أمثلة المشغولات المطرزة السعودية هي كسوة الكعبة التي تقوم على نسج وحياكة وتطريز كسوة الكعبة بأشكال متمثلة في آيات قرآنية؛ تُكسى بها الكعبة المشرفة وتستخدم  فيها الخيوط المصنوعة من الذهب والفضة. بدأ تصنيعها في السعودية بأمر من الإمام سعود الكبير في عهد الدولة السعودية الأولى، وكسيت أول مرة بكسوة من القز الأحمر الفاخر، ثم أصبحت تكسى بالديباج والقبلان الأسود، وبابها بالحرير المطرز بالذهب والفضة. وكانت تُصنع كسوة الكعبة في الأحساء لشهرة أهل الأحساء بإتقان مهارة الحياكة، حتى أمر الملك عبد العزيز ببناء مصنع لكسوة الكعبة في مكة المكرمة الذي ما زال قائماً حتى اليوم.

## التجليد والتذهيب
تعرف حرفة التجليد كإحدى أهم مراحل صناعة المخطوطات والمجلدات، وهي وسيلة لحفظها وحماتيها لوقت طويل، حيث تجمع صفحات الكتاب أو المخطوط ثم تخاط، بعد ذلك تجلد باستخدام الجلد أو القماش أو الخشب. أما التذهيب فقد عرف في فترة لاحقة حيث تزخرف الأغلفة وتذهب الكلمات على الغلاف. ومن أشهر الأمثلة على ذلك تجليد وتذهيب المصحف الشريف. 

## حرفة البناء التقليدي
يسمى البناء أستاذ يساعده عدد من العمال ونظراً لأن هذه الصناعة لا تحتاج إلى مهارات فنية فإنها تميزت بكثرة عدد العاملين فيها. أما مواد البناء، فتختلف من منطقة لأخرى حسب توفرها وتنوعها من بيئة لأخرى. وعرفت حرفة البناء التقليدي ببناء المنازل والمساجد وغيرها من أماكن التجمع البشري على نمط العمارة التقليدية القديمة التي تميزت ببساطتها واستخدامها لخامات البيئة المحلية مثل الطين والصخر واللبن، والخشب وجذوع النخل وسعفه، وتتنوع أنماط العمارة التقليدية من المنطقة الوسطى للشمالية والغربية والشرقية والجنوبية، حيث بنيت البيوت والمساجد والقلاع والحصون والرواشن وغيرها.

## استخراج الملح
يكثر استخراج الملح في قريات (الملح)؛ حيث يقوم سكانها باستخراجه، ومن ثم يجففونه في أحواض ويبيعونه على الرحالة في قلب البادية.
وفي الشقة-إحدى القرى التابعة لمدينة بريدة-جبل يستخرج منه الملح, كما يوجد بقرب جيزان جبل ملح حجري.

## صناعة عصر الزيوت
وجد في جدة صناعة عصر الزيوت واستخراجها من السمسم , وكانت تلك المعاصر تدار بالجمال والحمير.

## تقطير الورد
من الحرف المشهورة في مدينة الطائف حرفة تقطير الورد الطائفي الذي يستخرج من بتلاته الزيت العطري وماء الورد، ويستخدم في صناعة العطور ومنتجات العناية والتجميل.

## بناء السفن و القوارب
يطلق محلياً على الحرفة التي تصنع السفن التقليدية القلافة أوالجلافة , وهو مصطلح عربي قديم بمعنى قشر الشجرة ونحى لحاءها,أما الشخص الذي يمتهن هذه الصناعة فيعرف محلياً بالقلاف الذي يستخدم بطبيعة الحال مواد لصنع السفن من الأخشاب والمسامير ومواد حافظة لهذه الأخشاب.اشتهرت المدن الساحلية بصناعتها معتمدة على ما يتوفر لها من مواد في جنوب جدة وجيزان.
من أنواع السفن التي تصنع بالمملكة
- الجروي:وهي من دور واحد مقسمة إلى خانات للمؤن وتعد للصيد على أبعاد بعيدة من الساحل.
- الهوري:وتعد للصيد القريب من الساحل.
- السفن الشراعية: وتتميز بكبر حجمها وتتألف من دورين وتعد هذه السفن للسفر,[16] اشتهرت جدة بصناعة السفن ذوات الأشرعة والمجاديف.[12]

تفصيل أشرعة السفن:
تعرف صناعة أشرعة السفن محلياً باصطلاح تفصال شرعه , وهي الصناعة التي تختص بتفصيل أشرعة السفن التقليدية وخياطتها محلياً, أما الشخص الذي يعمل في هذه الصناعة فيطلق عليه مفصل شرعه, وتتسم هذه الصناعة بالمهارة والدقة نظراً لما تتطلبه من دقة في حساب نسب أطوال الأشرعة وفق معايير حسابية متعارف عليها لدى أهل الصناعة.

## استخراج اللؤلؤ
صناعة يقوم بها البدو و الحضر ولها نظام غريب خاص بها: ليس هناك أجور معينة للعمل و لكن العمال يشاركون صاحب السفينة فيما يحصل عليه موزعاً على ما يخص ترميم السفينة و مأكلهم و مشربهم, وصناعة الغوص من الصناعات التقليدية الشاقة فهي تجري حسب الطرق القديمة و لا تستخدم الآلات الحديثة وكانت الطريقة أن يربط الغائص حجر كبير بطرف الحبل ويمسك به عند نزوله البحر حتى إذا ما ضاق نفسه هز الحبل ثم صعد بمساعدة رفيقه الآخر الموجود في أعلى السفينة و المتيقظ لكل حركة يقوم بها الغائص. عمل النجديون في استخراج اللؤلؤ و المرجان من قاع الخليج العربي, و بعض أهل جيزان. يمكن القول بأن تجارة اللؤلؤ لم يكن العمل فيها حكراً على سكان السواحل بل عمل فيها أهالي المناطق الداخلية أو البعيدة عن السواحل؛ لما سيجنيه العامل فيها من أرباح مادية.

## المشغولات الخشبية (النجارة)
كانت النجارة اليدوية القديمة هي السائدة وهي من أقدم وأشهر الحرف في المملكة و تقوم على أخشاب شجرة الإثل المتوفرة في المنطقة و أيضاً على جذوع النخل,فتصنع منها سقوف البيوت , وبعض أبوابها و نوافذها , و مماسك الأدوات الزراعية و الطاولات و الدواليب و غيرها, وتتفرع منها حرفة التزويق والزخرفة (وهي الرسم والتلوين والنقش وتطعيم المسطحات الخشبية). تعتبر من الصناعات المهمة في ذلك الوقت كونها توفر للمجتمع ما يحتاج إليه مثل الأدوات التي سبق ذكرها, وكان النجار يأخذ مقابل ما يصنعه أجر عيني أو نقدي.

## المشغولات المعدنية (الحدادة)
وتسمى بالحرفة الأم لأنها؛ تزود أصحاب الحرف الأخرى بما يحتاجون إليه من أدوات تمكنهم من القيام بعملهم على أتم وجه كالفلاحين والنجارين وغيرهم, فقد كان الحدادون يصنعون السيوف والأسلحة والمعدات والآلات إضافة إلى بعض الأدوات المنزلية.

## المشغولات النسيجية (النسيج)
إلى جانب استيراد بعض الملابس فقد كانت تصنع في المملكة منسوجات من المواد الخام المتوفرة في البيئة المحلية مثل: الصوف والخيوط التي كانت تستخدم في نسج العباءات التي اشتهرت منطقة الأحساء بصناعتها إلى جانب صناعة المشالح من وبر الجمال والصوف , ويقوم صناعها بشراء الصوف والشعر من البدو , أما الخيوط المذهبة المستعملة في تزيينها فكانت تستورد من الخارج.
اشتهرت الجوف في شمال المملكة بصناعة العباءات, المعروفة بــ«عبي الجوف».
تعتبر الطائف مركزاً لتصنيع المعاطف التي تصنع من الصوف الأبيض, إضافة إلى المنسوجات الصوفية, كما كانت هناك صناعة السجاد بألوان مختلفة ويسوق إنتاجها في أسواق المدن الكبرى مثل: جدة والطائف.
تباع في مكة بعض الملابس ذات الزخارف التي يجيدها صناع أصلهم من الهند و العراق و الشام و بعض أهل مكة أنفسهم, فأسواق الحرير مثلاً – مع أن دودة القز لاتعيش في الحجاز وقزها يجلب من دمشق الشام و بيروت- يشتغلون بصنعها,حتى إذا عرضت مصنوعات مكة الحريرية على طلابها ميزوها و أيقنوا أنها من صنع مكة.

## المشغولات الجلدية (دباغة الجلود)
تقوم على دباغة جلود الحيوانات التي تذبح في المدن و ما يجلبه البدو من البادية المحيطة بها , وأكثر أنواع الجلود المستخدمة هي جلود الجمال فالأغنام فالأبقار وتعتبر هذه الصناعة من الصناعات المنزلية وقد تقوم بها بعض النساء أحياناً, وتستخدم بها بعض النباتات مثل:الأثل وقشر الرمان و الحرمل والتمر المخزون بغرض إزالة الشعر عن الجلود قبل دبغها. وتصنع منها الأواني الجلدية، والأحذية والمعلقات والحقائب المحافظ الجلدية والمحازم، بالإضافة لحرفة الزخرفة على المسطحات الجلدية.

## الخرازة
تعتمد هذه الصناعة على الجلد المدبوغ وتنتج عدد كبير من المنتوجات منها: الأحذية بجميع أنواعها النسائية والرجالية, صختيان وهو: جلد غنم مصبوغ, ويعد لحافاً للطفل وتشتهر بصناعته مكة المكرمة, صناعة القرب والدلاء, والسروج ويباع إنتاجها في الأسواق المحلية, وفي الجوف كانوا يستخرجون الماء للزراعة بواسطة دلاء مصنوعة من الجلد مشدودة بحبال قد ربطت أطرافها بأعناق الإبل ,فإذا ملئت الدلاء بالماء و شعرت الإبل بامتلائها نزلت إلى منحدر بجانب البئر وعندئذ تكون الدلاء قد ارتفعت إلى الأعلى وأفرغت ما بها من الماء في حوض ذي فتحات متصلة بالأرض المراد ريها ويسمون طريقة الري هذه التنى وتسمى السواني في نجد.

## الصباغة
تستخرج الألوان من المواد التالية:
- قشر الرمان: يستخرج منه اللون الأحمر والبني
- العصفر والزعفران: يستخرج منهما اللون الأصفر
- ورق الحناء: الأخضر
- الحديد: الأسود بعد تخميره بالماء لمدة ثلاثة أيام ويخلط معه قشر الرمان.
- أما النيل فيستورد من الهند ويعمل على شكل قطع كبيرة ويبتل بالماء من أول الليل حتى اليوم التالي يدعك حتى يذوب ويصير ناعماً ويوضع في زير فخار يسع خمساً وعشرين صحيفة ويضاف إليه الشب والتمر, والجير الخام ويقلب الجميع مدة ثلاثة أيام حتى يكون جاهز للصباغة , أما سبب إضافة المواد المذكورة إلى النيل فهي لتقوية اللون وتعميقه حتى يعطي لوناً أزرقاً قوياً, وباقي الألوان المستخرجة من النباتات الأخرى لا تحتاج إلى مثبتات حيث يتغير اللون ثم يثبت بعد أول غسلة, وبعد صبغ الملابس بالألوان المذكورة يدق الصمغ في الماء حتى يذوب ثم يؤخذ ماؤه الغليظ ويدهن الوجه الأول «المصبوغ»من القماش لإعطائه لمعاناً, وعادة ما تصبغ ملابس النساء بهذه الأصباغ المستخرجة , كذلك تصبغ الجلود المعدة لصنع الأحذية.[29]

## صناعة الحلي والمجوهرات
كانت خامات الحلي منذ أقدم العصور تؤخذ من الطبيعة مباشرة من مواد حجرية أو عضوية مثل أسنان الحيوانات و العظام, وذلك قبل معرفة الإنسان للمعادن واستخدامها في الزينة ثم تطورت صناعة الحلي بعد اكتشاف معادن الذهب منذ نحو 5000 سنة ويمثل معدنا الذهب والفضة أهم المعادن التي استخدمها الإنسان في صياغة الحلي.
انتشرت هذه الصناعة في المملكة وخاصة في الأحساء, كما وجدت في نجد, و في جدة تعتبر صناعة الحلي الفضية والذهبية من الصناعات اليدوية العريقة وتنتج أشكالاً مختلفة كالأساور والسلاسل والأقراط والخواتم, و في منطقة عسير كان الحصول على الفضة بعدة طرق أهمها إعادة صهر الريال الفرانسي ويقصد به دولار ماريا تريزا, وهو المصدر الأول لمادة الفضة المستخدمة عند الصواغ في الماضي القريب يليه في الأهمية الريال العربي السعودي و أجزاؤه , وهو من العملات المتداولة التي منع صهرها واستخدامها في صياغة الفضة في بادئ الأمر , و قد ألغي هذه القرار وسمح للصاغة في استخدامه كمادة خام يمكن استعمالها للصياغة , وأصبح بالتالي حلية خاصة يستخدم دون صهر ,حيث يعلق في سلسلة ويزين بالحبوب و الأجراس كما كان هناك مصدر آخر للفضة يتمثل في إعادة صهر الحجول الثقيلة المصنوعة من الفضة الخالصة المستوردة من الهند , وبعض دول الخليج حيث تصهر و يصاغ منها حلى جديدة.
ومن أشهر الحلي التي تلبسها المرأة العسيرية العصابة وهي:
عبارة عن شريط من الفضة يتكون من مجموعة أجزاء مجمعة توضع في بداية الجبهة وتلف على محيط الرأس , وينتهي طرفا العصابة بلوحين مزدوج كل منهما بعروة مثبت فيها حبل و يربط الحبلين مع بعضهما خلف الرأس حتى تمسك العصابة محيط الرأس وتثبت عليه وقد عرفت العصابة في العصور الإسلامية وقيل: إن عليه أخت هارون الرشيد اتخذت العصائب المكللة بالعجواهر= بالجواهر لتستر بها جبينها , ومنذ ذلك الحين انتشرت هذه البدعة بين النساء.

## صناعة السبح
تصنع من اليسر الذي يستخرج من أعماق البحر وهو خشب بحري أسود اللون يتم تقطيعه إلى قطع صغيرة ثم يوضع في مرطبان وينقع بالماء حتى لا يتشقق , ويمكن بعد ذلك تطعيمه بالرصاص أو تلبيسه بالفضة, واشتهرت الحجاز بصناعة المسابيح من اليسر إلى جانب مايلزم من أدوات.

## المشغولات الفخارية
انتشرت هذه الصناعة في عدد من مناطق المملكة واختلفت المواد المستخدمة في صنعها وأدوات الصناعة ونوع المصنوعات المنتجة بين منطقة وأخرى, فمثلاً: في منطقة جازان يستخدم الطين الأحمر في صناعة الفخار و الذي يستخرج من الأراضي الزراعية وبالتحديد من مدينة صبيا ويطلق على الأرض المأخوذة منه مطيانة.
هناك نوع غريب من الفخار ولا مثيل له إذ ينحت من بعض الصخور البلورية أنواع متباينة من مصابيح الإضاءة و الأطباق, وتوجد مناجمه جنوب الطائف وشمال منطقة الدوادمي ويستخرج منها هذا الفخار الغريب.
أهم المصنوعات:الأواني المنزلية، الفناجيل والمباخر والسرج وزبدية لحفظ حرارة الطعام, وجفنة قهوة«إناء قهوة صغير», وأغطية أنابيب المياه والمزهريات وأباريق المياه.

## صنع دلال القهوة
يتم صنعها من النحاس في كل من الأحساء والمدينة ومكة ويستورد النحاس الخام لتصنيع هذه المواد من الهند، وتلمع وتزخرف الدلال وتعد من الصناعات المعدنية. كما يتم صنع أدوات صنع القهوة مثل النجر والمحماس وغيرها.

## مشغولات النخيل
تعرف بحرفة صناعة "الخوصيات"، ويستخدم فيها السعف والليف المأخوذ من النخيل، الذي يصنع منه الحصير بأشكاله وألوانه المختلفة، والسلال، والحقائب، والقبعات، وأوعية حفظ الطعام، كما يصنع منها الحبال، والأقفاص، والمراوح، والمكانس. ومنها الخصافة، وصناعة جبال الليف.

## الخصافة
تعتمد على جريد النخل حيث أخذ مسمى هذه الصنعة من اسم الجريد و الخوص وهو الخصف , ويقال لمن يشتغل بهذه الصناعة خصاف والصناعة خصافة, ويصنع منها المقشات للتنظيف و المراوح اليدوية للتهوية في فصل الصيف , وصنع الحصير و الأطباق التي تسمى صفرة.

## صناعة حبال الليف
تتم عن طريق نقع جنبات النخل ودقها وفتلها, وهي صناعة منزلية, قليلاً ما يتخصص فيها الرجال وأغلب من يقوم بها زوجات الدباغين وبعض العجزة , والشيوخ, و من الملاحظ بأنه ليست هناك أدوات مستخدمة لفتل الحبال بل تستعمل اليد للفتل مع الماء.
المصنوعات:حبال متنوعة في الطول والحجم والسمك: منها على سبل المثال: ما كان يستخدم لربط الأغنام في السارية,و الكر: وهي ما يتم الصعود بواسطته على النخلة لتلقيح أو خراف التمر أو جذاذه>

## وصلات خارجية
- تقرير / الصناعات التقليدية في نجران تتمسك بحضورها الشعبي رغم التطور
- الحرف التقليدية أحد عوامل الجذب السياحي